# IV Grupa Lotnicza
IV Grupa lotnicza – jednostka lotnictwa wojskowego utworzona w 1919 roku. Pierwszym dowódcą był kpt pil Julian Słoniewski

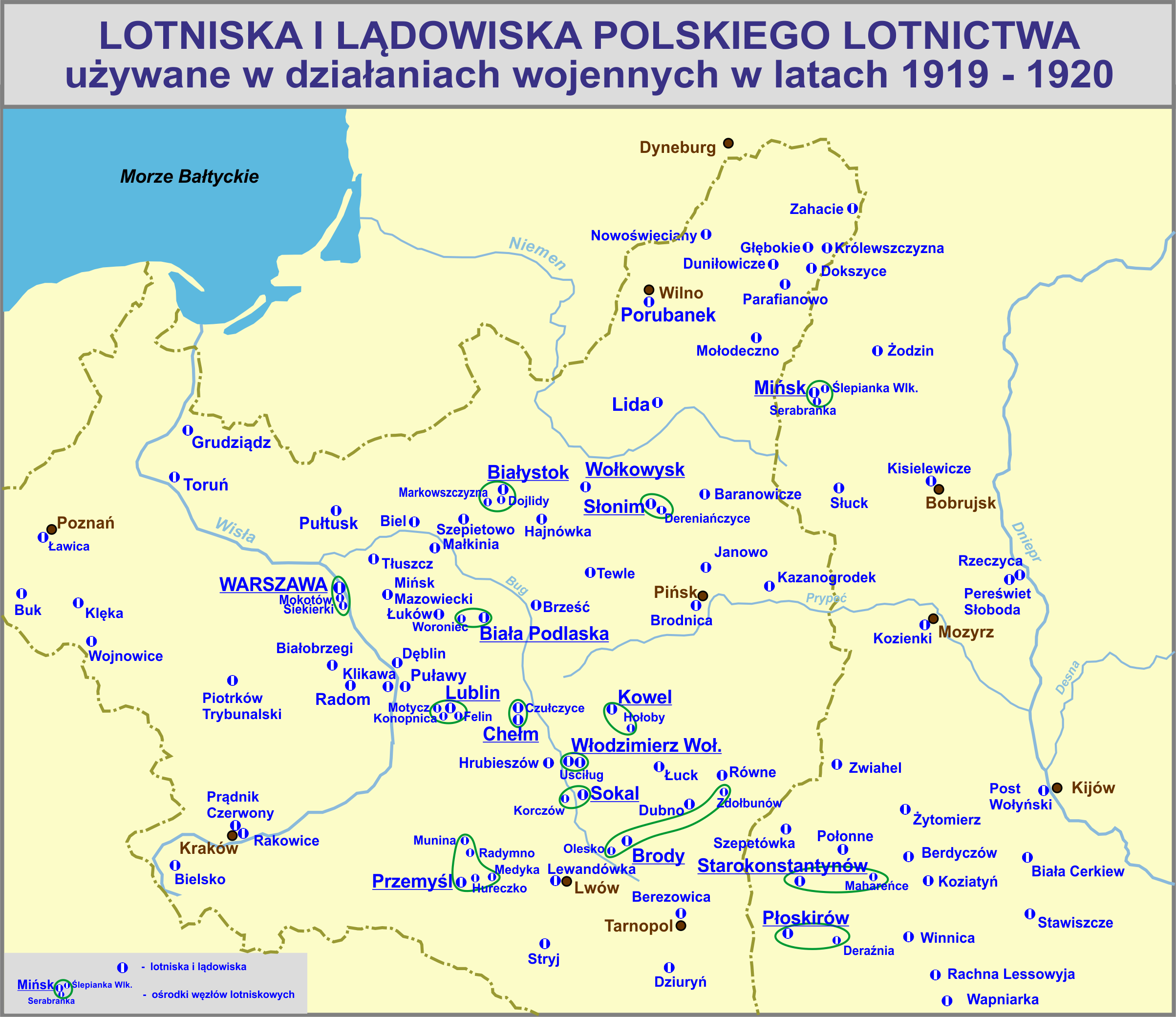

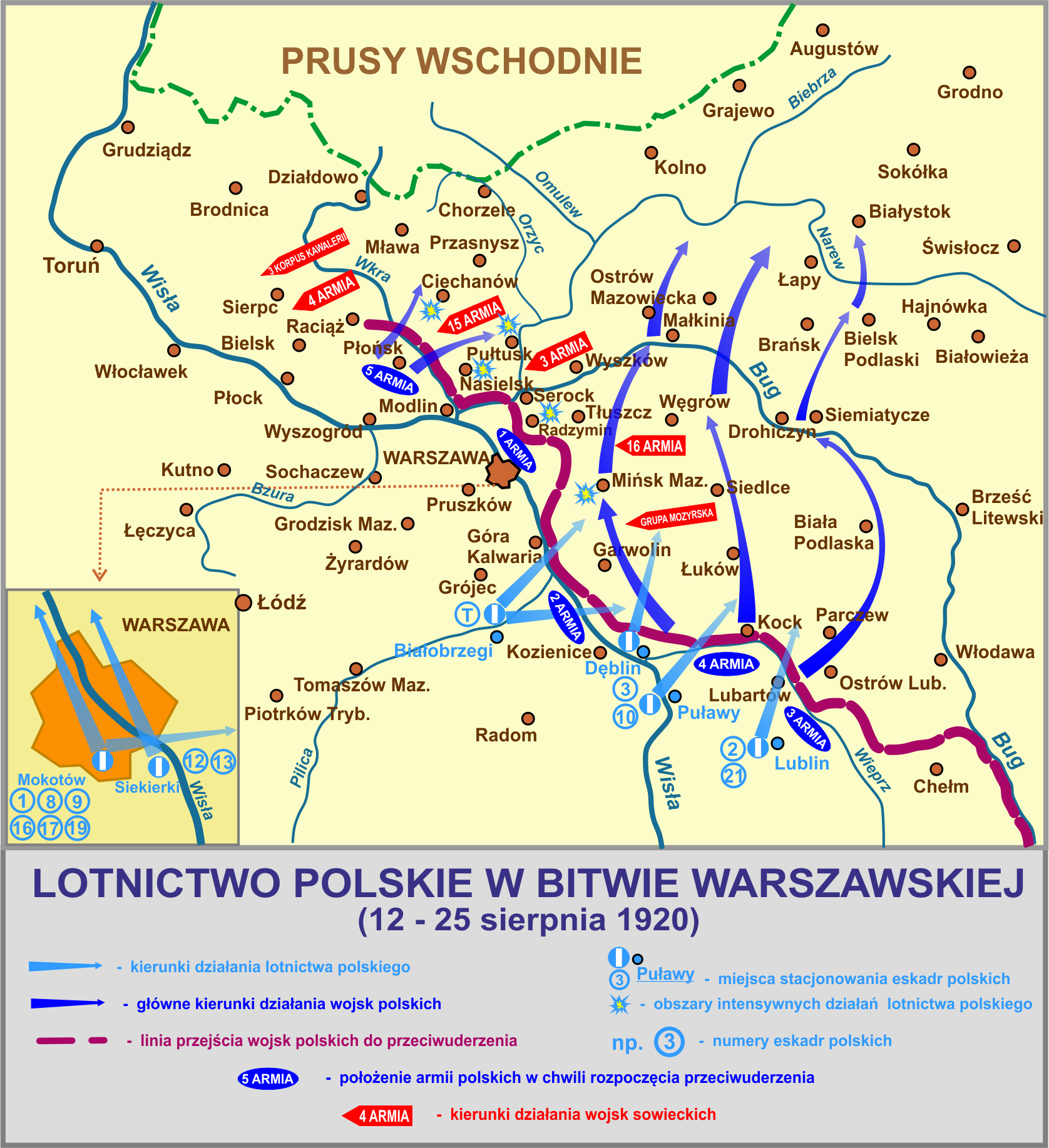

## Grupa lotnicza
W końcu marca 1919 działające na froncie polsko-ukraińskim w rejonie Kowla 2 eskadra lotnicza por. Robotyckiego i 3 eskadra lotnicza kpt. Donata Makijonka utworzyły IV grupę lotniczą pod dowództwem kpt. Juliana Słoniewskiego.
Grupa lotnicza była organem dowódczym i organizacyjnym.
W skład dowództwa grupy lotniczej wchodził: dowódca, oficer sztabu, adiutant, referent do spraw technicznych oraz 9 podoficerów lub pracowników cywilnych.
Rozkazem MSWojsk. z 6 września 1919 wprowadzono nowy etat dowództwa grupy. Liczba personelu pomocniczego została w nim znacznie zwiększona.
20 września 1919 roku dowództwo grupy miał swą siedzibę w Warszawie, w jej skład wchodziły zaś
- 3 eskadra lotnicza w Ciechanowie,
- 11 eskadra lotnicza w Białymstoku,
- I Wielkopolska grupa lotnicza z Poznania.

W lutym 1920 roku dowódcą grupy był rtm. pil. Antoni Buckiewicz

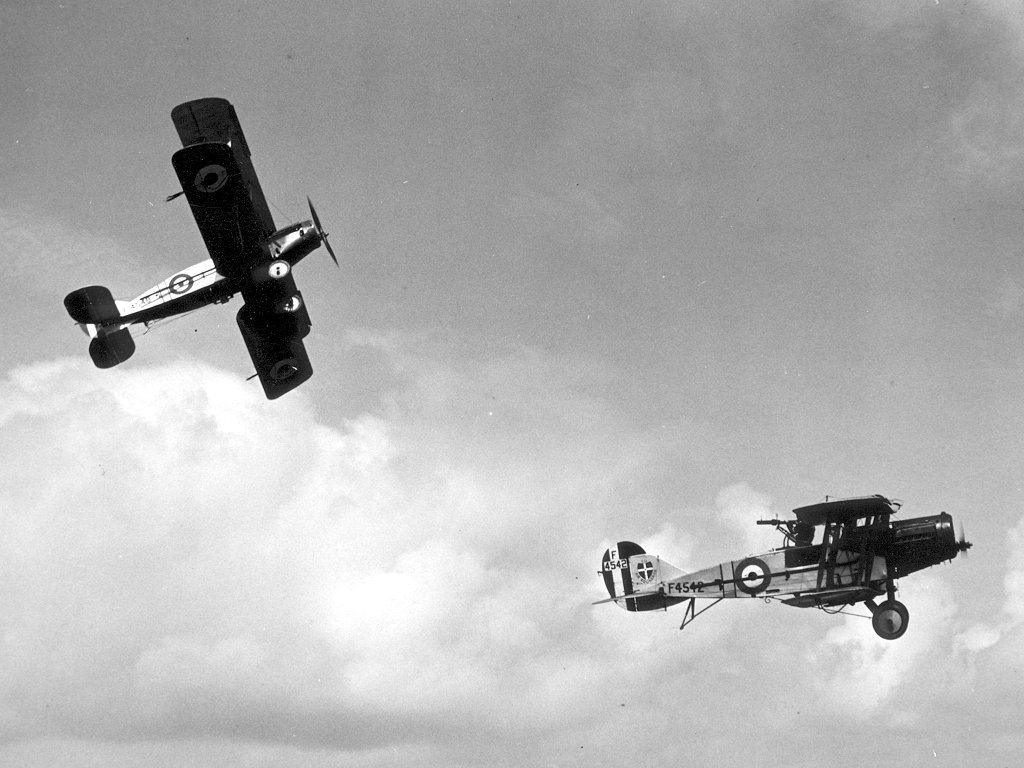
Bristol F.2B Fighter – samoloty dywizjonu w 1920

## IV dywizjon lotniczy
Reorganizacja lotnictwa bojowego wiosną 1920 przemianowała grupy lotnicze na dywizjony oraz zniosła numerację odrębną eskadr wielkopolskich i francuskich. Wszystkie istniejące w kraju eskadry otrzymały numerację porządkową od 1 do 21 (bez 20). 
W kwietniu 1920 roku przeorganizowana w IV dywizjon lotniczy.
Dywizjon stacjonował wtedy w Mołodecznie, a w jego skład weszły: 11. i 18. eskadry wywiadowcze.
W czerwcu 1920 roku w skład dywizjonu wchodziły eskadry:
- 1 eskadra wywiadowcza z  I dywizjonu
- 11 eskadra wywiadowcza
- 18 eskadra wywiadowcza

Operował wówczas na froncie od Połocka do Borysowa. Dowódcą był kpt. pil Julian Słoniewski
W maju 1921 roku IV dywizjon wywiadowczy składający się z  3 eskadry i  8 eskadry wszedł w skład  1 pułku lotniczego w Warszawie.